# 高锰酸锂
高锰酸锂是一种无机化合物，化学式为LiMnO4。它可由硫酸锂和高锰酸钡的反应制得，从溶液中可结晶出三水合物LiMnO4·3H2O。它在199 °C剧烈分解：
2 LiMnO4 → Li2O + 2MnO2 + 3/2 O2↑
但后来的研究发现高锰酸锂的热分解产物更加复杂，有Li2MnO3、LiMn2O4等产物生成。